# BMW X1
BMW X1은 독일의 자동차 회사인 BMW가 생산/판매하는 준중형 크로스오버 SUV이다.

## 1세대(E84)

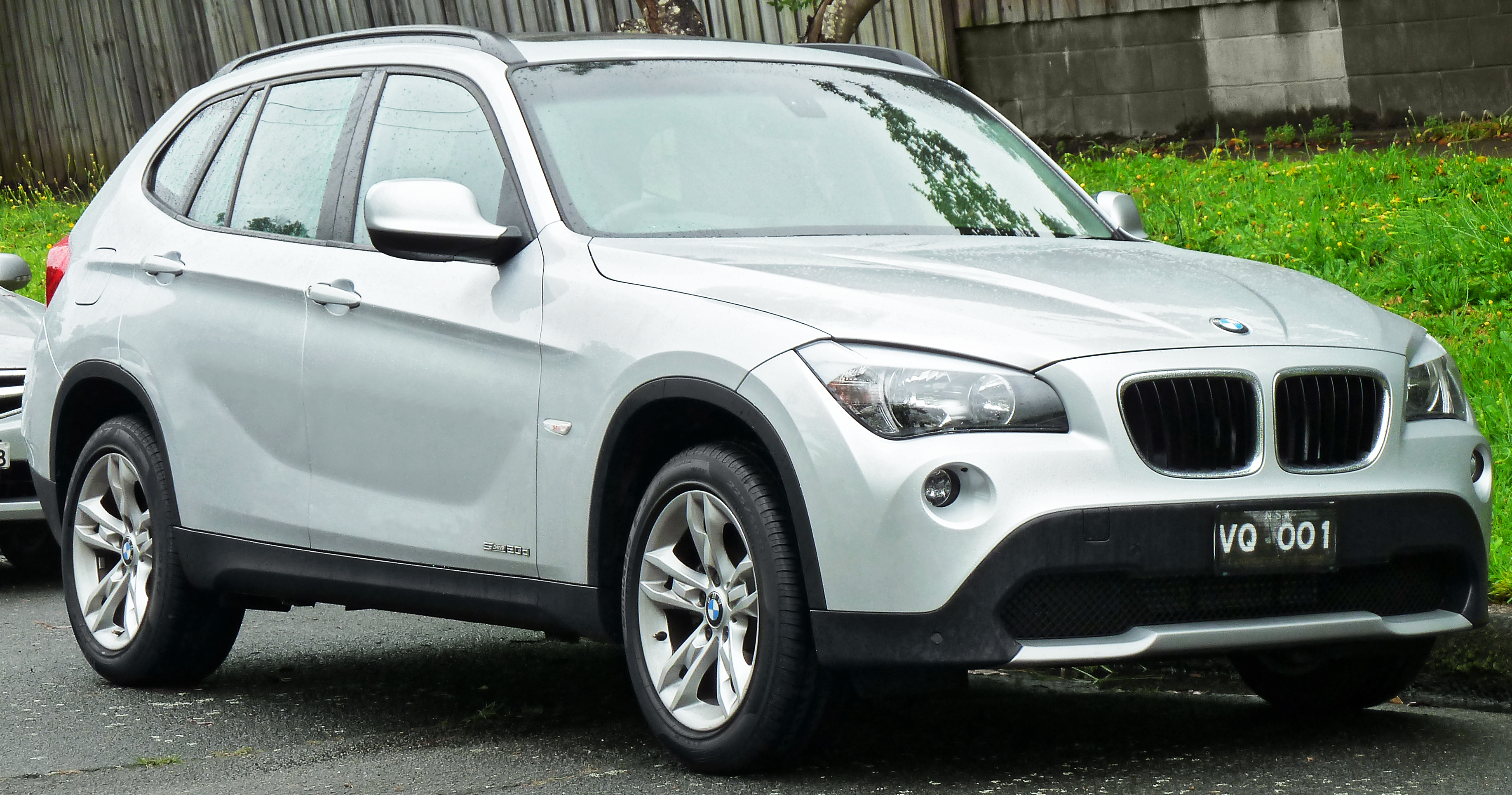
BMW X1(전기형) 정측면

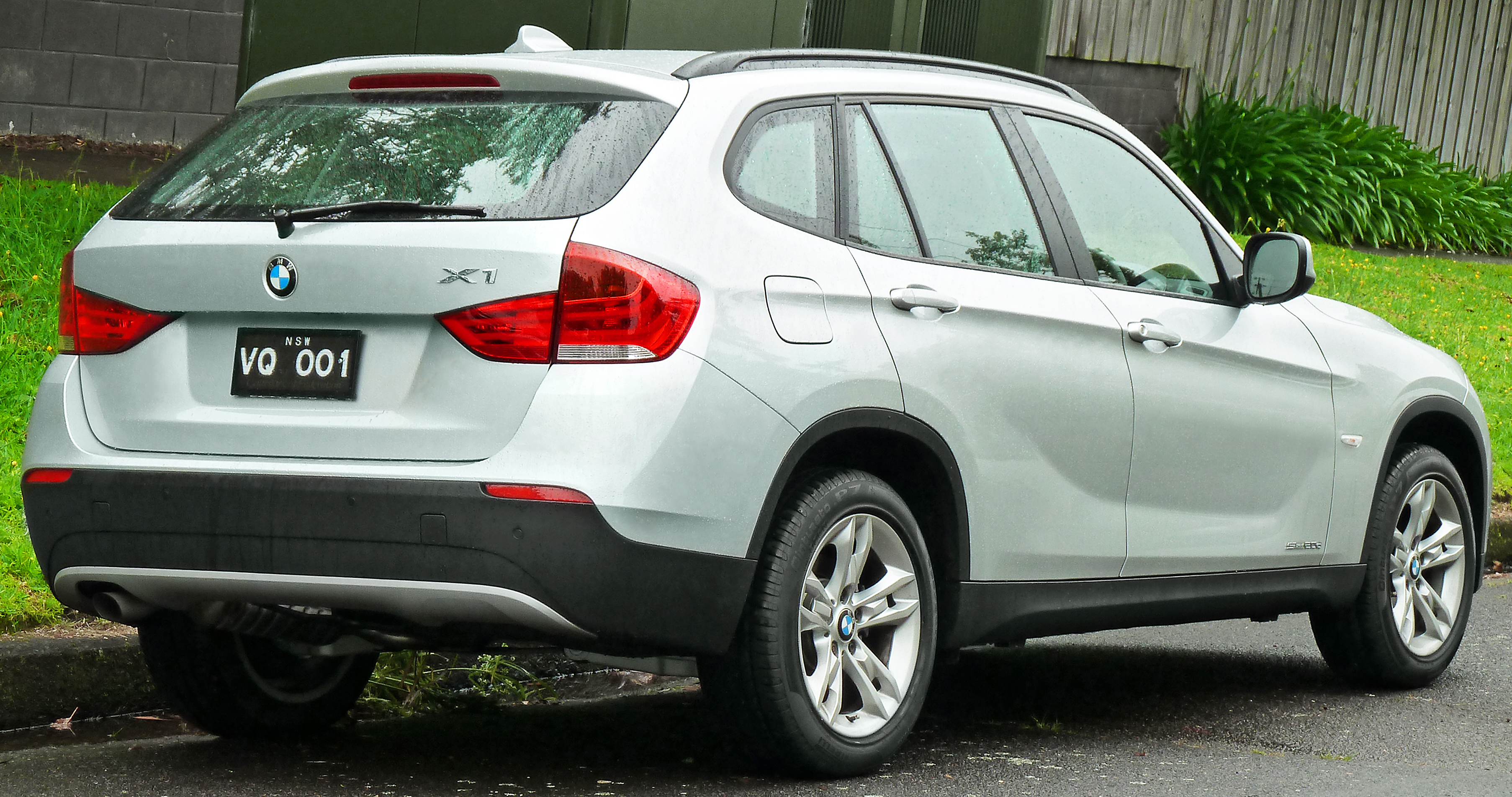
BMW X1(후기형) 정측면

2008년 10월에 파리 모터쇼를 통해 컨셉트 X1이라는 이름으로 콘셉트 카가 출품되었고, 양산형은 2009년 9월에 프랑크푸르트 모터쇼에서 발표된 후, 같은 해 10월에 출시되었다. BMW의 크로스 오버 SUV 시리즈 인 'X 모델'의 X5, X3, X6에 이은 4번째 모델이며, X 시리즈 중 가장 등급이 낮다. 3 시리즈 투어링(E91) 플랫폼을 바탕으로 만들어졌다. 따라서 이 차도 후륜구동을 기본으로 4륜구동을 옵션으로 두었다. 대한민국에서는 2010년 2월부터 수입되었다. 2010년 3월에 sDrive18i이 추가되었다. 2012년 4월에 뉴욕 국제 오토쇼에서 페이스 리프트 모델을 선보였다. 앞 범퍼와 리어 스커트의 디자인이 변경되었고, 사이드 미러에 사이드 턴 신호 방향 표시가 적용되었다.

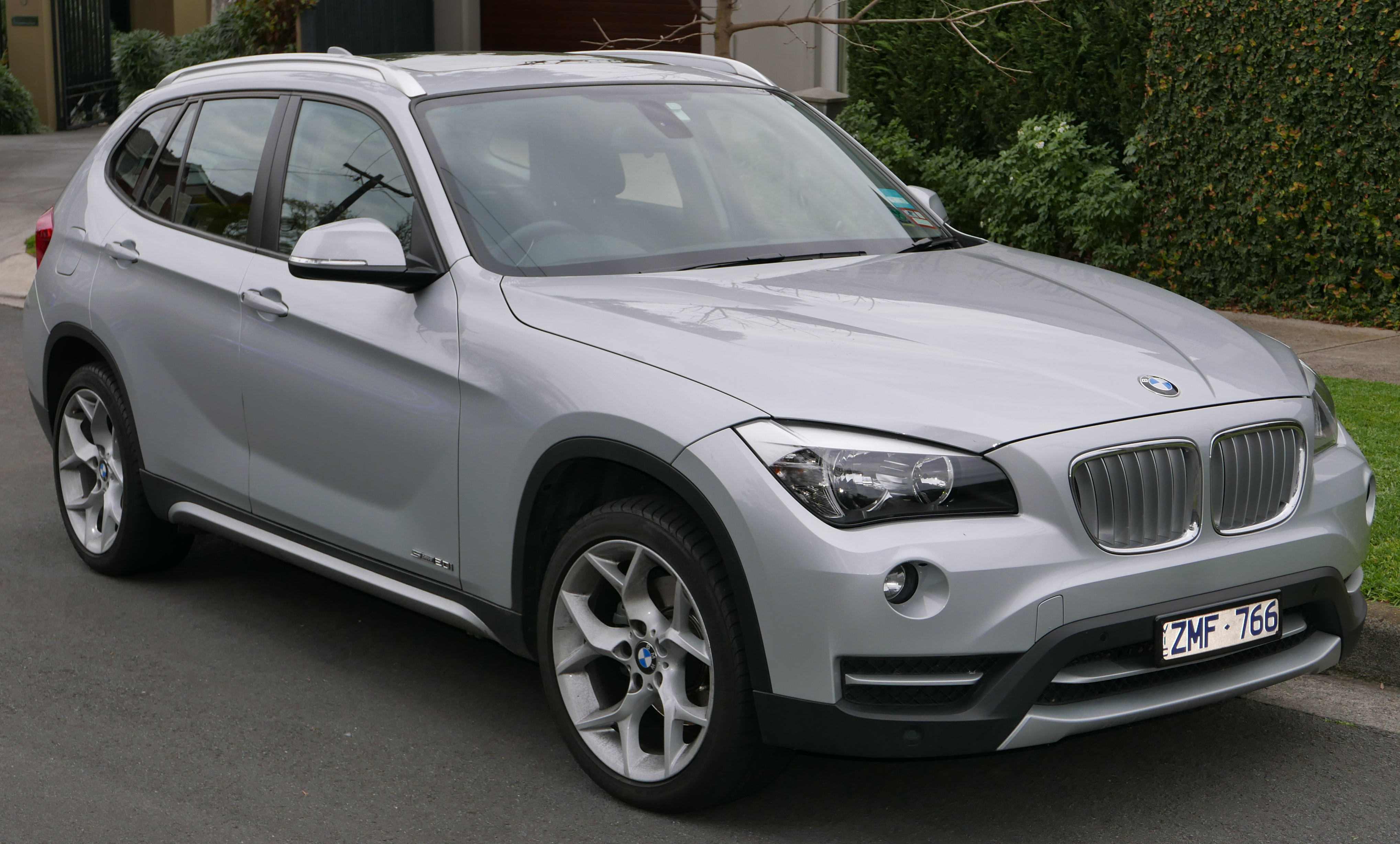
BMW X1(후기형) 정측면
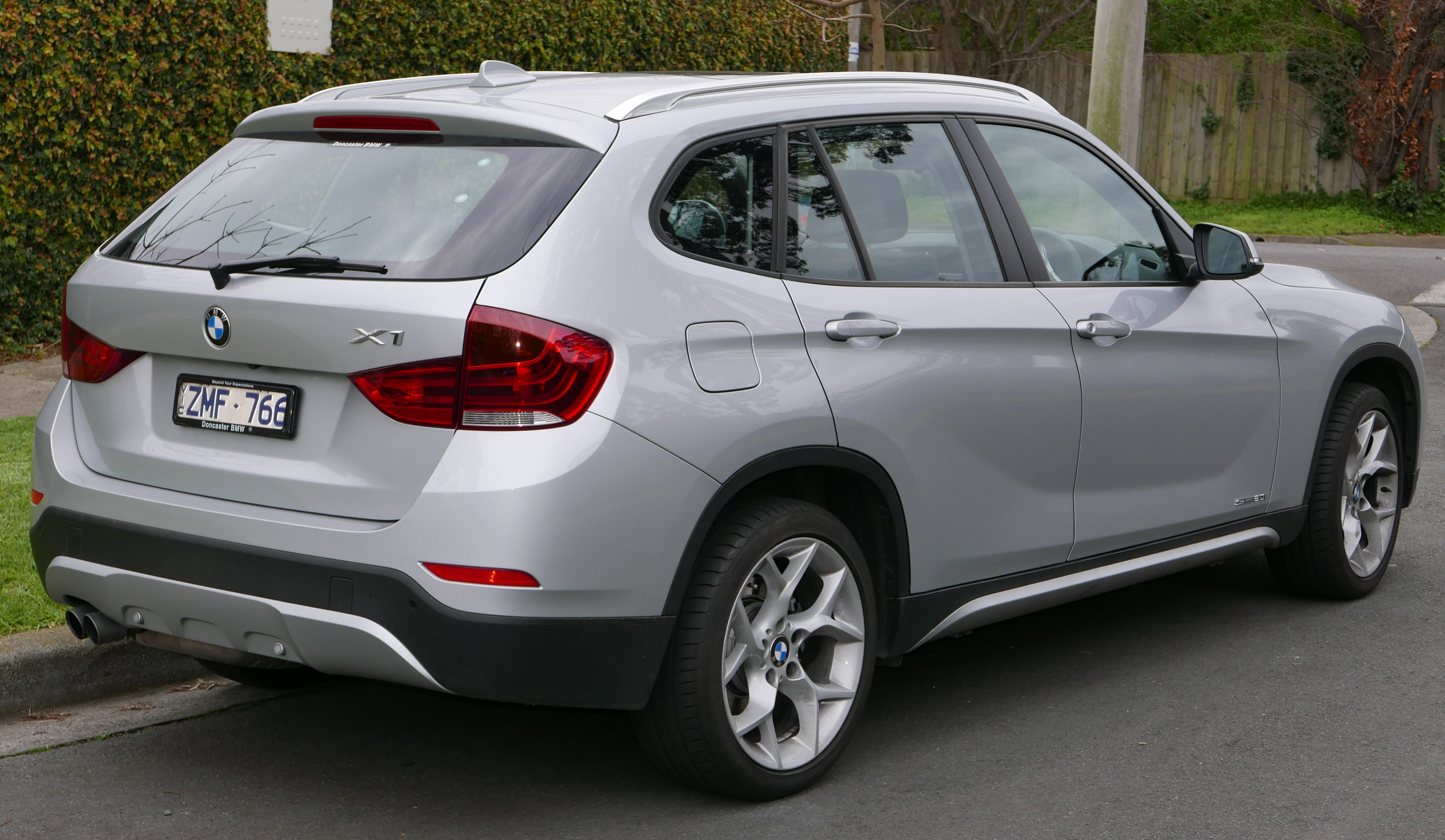
BMW X1(후기형) 후측면

## 2세대(F48)

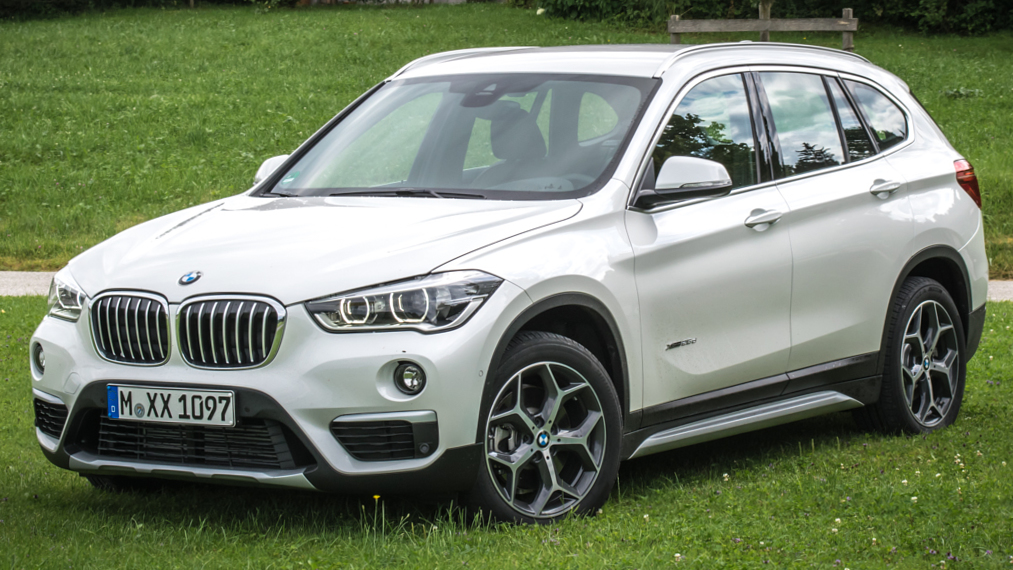
BMW X1 정측면

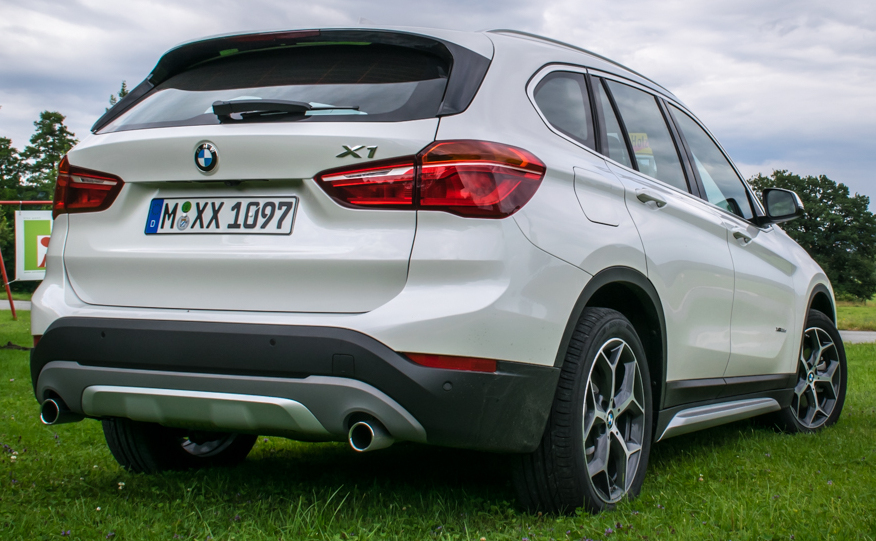
BMW X1 후측면

2015년 6월에 프랑크푸르트 국제 모터쇼를 통해 공개되었다. 변속 레버는 조이스틱형에서 미니와 같은 일반 레버로 회귀하였으며 전자 파킹 브레이크가 적용된다. 기본 구동 방식의 경우 1세대는 후륜구동 방식이었지만 2세대는 미니에 적용되는 전륜구동 기반 UKL 플랫폼을 사용하여 전륜구동 방식으로 변경되었다. 동시에 4륜구동 시스템도 변경되어 비스커스 커플링을 통해 앞바퀴가 슬립 또는 차속에 따라 비스커스 커플링이 후륜에 최적의 구동력을 배분하는 구조로 구성되었다. 대한민국에서는 2016년 초에 수입, 판매를 개시하였다. 동년 4월에 베이징 모터쇼에서 중국 현지 전략 차종으로 롱 휠베이스 모델을 발표했다. 모델 코드는 F49을 부여하였다. 표준 모델에 축거가 110mm 늘어났으며, 선양시에서 현지 생산이 결정되었고, 동년 5월에 현지 생산이 시작되었다.